# 주한 프랑스 대사관
주한 프랑스 대사관(프랑스어: Ambassade de France en Corée du Sud)은 대한민국 서울특별시 서대문구 서소문로 43(합동 30)에 있는 프랑스 대사관이다. 현재 주한 프랑스 대사는 2023년 7월 18일에 부임한 필립 베르투 (Philippe Bertoux)이다.

## 공관 연혁
- 1886년 6월 4일: 조불 수호 통상 조약에 따라 조선과 프랑스 간의 외교 관계 수립, 프랑스는 조선에서 포교의 자유를 획득함
- 1949년 2월 19일: 프랑스, 대한민국 정식 승인
- 1949년 4월: 주한 프랑스 공사관 설립
- 1958년 10월: 주한 프랑스 대사관으로 승격

## 역대 주한 프랑스 대사
- 1949년 ~ 1959년: 앙리 코스틸류 (Henri Costilhes)
- 1959년 ~ 1969년: 로제르 샹바르 (Roger Chambard)
- 1969년 ~ 1971년: 프레데리크 막스 (Frédéric Max)
- 1971년 ~ 1975년: 피에르 랑디 (Pierre Landy)
- 1975년 ~ 1980년: 레미 테이시에 뒤 크로스 (Rémi Teissier Du Cros)
- 1980년 ~ 1982년: 베르나르 폴랭 (Bernard Follin)
- 1982년 ~ 1985년: 앙드레 베양 (André Baeyens)
- 1985년 ~ 1987년: 장베르나르 우브리외 (Jean-Bernard Ouvrieu)
- 1987년 ~ 1991년: 위베르 포르케노 드 라 포르텔 (Hubert Forquenot de La Fortelle)
- 1991년 ~ 1993년: 베르나르 프라그 (Bernard Prague)
- 1993년 ~ 1997년: 도미니크 페로 (Dominique Perreau)
- 1997년 ~ 2001년: 장폴 레오 (Jean-Paul Réau)
- 2001년 ~ 2005년: 프랑수아 데스쿠에트 (François Descoueyte)
- 2005년 ~ 2009년: 필립 티보 (Philippe Thiebaud)
- 2009년 ~ 2012년: 엘리자베트 로랭 (Élisabeth Laurin)
- 2012년 ~ 2015년: 제롬 파스키에 (Jérôme Pasquier)
- 2015년 ~ 2019년: 파비앙 페논 (Fabien Penone)
- 2019년 ~ 2023년: 필립 르포르 (Philippe Lefort)
- 2023년 ~ 현재 : 필립 베르투 (Philippe Bertoux)

## 같이 보기
- 프랑스의 재외공관 목록
- 대한민국 주재 외국공관 목록
- 주프랑스 대한민국 대사관